# Madonna di Fátima
Nostra Signora del Rosario di Fátima (in portoghese Nossa Senhora do Rosário de Fátima) o, più semplicemente, Madonna di Fátima, è uno degli appellativi con cui la Chiesa cattolica venera la Vergine Maria, madre di Gesù, in seguito alle presunte apparizioni che sarebbero avvenute nel 1917 a tre pastorelli in Portogallo.
Al titolo mariano di Nostra Signora di Fatima, sono consacrate numerose cattedrali nel mondo, e quattro Congregazioni di suore di diritto pontificio.
Fra le apparizioni mariane più recenti riconosciute ufficialmente dalla Chiesa cattolica, quelle relative a Nostra Signora di Fátima sono tra le più famose. Le pastorelle Lúcia dos Santos di 10 anni e Giacinta Marto di 7 anni con il pastorello Francesco Marto di 9 anni, fratello di Jacinta e cugino di Lúcia, il 13 maggio 1917, mentre badavano al pascolo in località Cova da Iria (Conca di Iria), vicino alla cittadina portoghese di Fátima, riferirono di aver visto scendere una nube e, al suo diradarsi, apparire la figura di una donna vestita di bianco con in mano un rosario, che identificarono con la Madonna. Dopo questa prima apparizione la donna avrebbe dato appuntamento ai tre in quello stesso luogo per il tredici di ogni mese, fino al 13 ottobre.
Secondo il racconto dei tre, le apparizioni continuarono per un po' di tempo, accompagnate da rivelazioni di eventi futuri: la fine imminente della prima guerra mondiale; il pericolo di una seconda guerra ancora più devastante se gli uomini non si fossero convertiti; la minaccia comunista proveniente dalla Russia, debellabile solo mediante la Consacrazione della nazione stessa al cuore immacolato di Maria, per opera del papa e di tutti i vescovi riuniti. In seguito alla promessa fatta ai tre pastorelli dalla Madonna riguardo a un evento prodigioso, il 13 ottobre 1917 molte migliaia di persone, credenti e non credenti, riferirono di aver assistito a un fenomeno che fu chiamato "miracolo del sole". Molti dei presenti, anche a distanza di parecchi chilometri, raccontarono che mentre pioveva e spesse nubi ricoprivano il cielo, d'un tratto la pioggia era cessata e le nuvole si erano diradate: il disco del sole, tornato visibile, avrebbe ruotato intorno a un punto esterno, diventando multicolore e ingrandendosi, come per precipitare sulla terra. Francesco e Giacinta morirono pochi anni dopo, rispettivamente nel 1919 e nel 1920, a causa dell'epidemia di spagnola che in quegli anni fece molte vittime anche in Portogallo. Lúcia invece divenne monaca carmelitana scalza, e mise per iscritto nelle sue Memorie gli eventi accaduti a Fatima, così come lei stessa li aveva visti.
Nel 1930 la Chiesa cattolica dichiarò le apparizioni degne di fede e autorizzò il culto della Madonna di Fátima. A Fátima è stato edificato un santuario, visitato per la prima volta da papa Paolo VI il 13 maggio 1967, e in seguito anche da papa Giovanni Paolo II, pontefice molto legato agli avvenimenti del luogo, dove si recò più di una volta in pellegrinaggio. Secondo la dottrina cattolica queste apparizioni appartengono alla categoria delle rivelazioni private.

## La storia delle apparizioni

### I protagonisti
Lúcia dos Santos

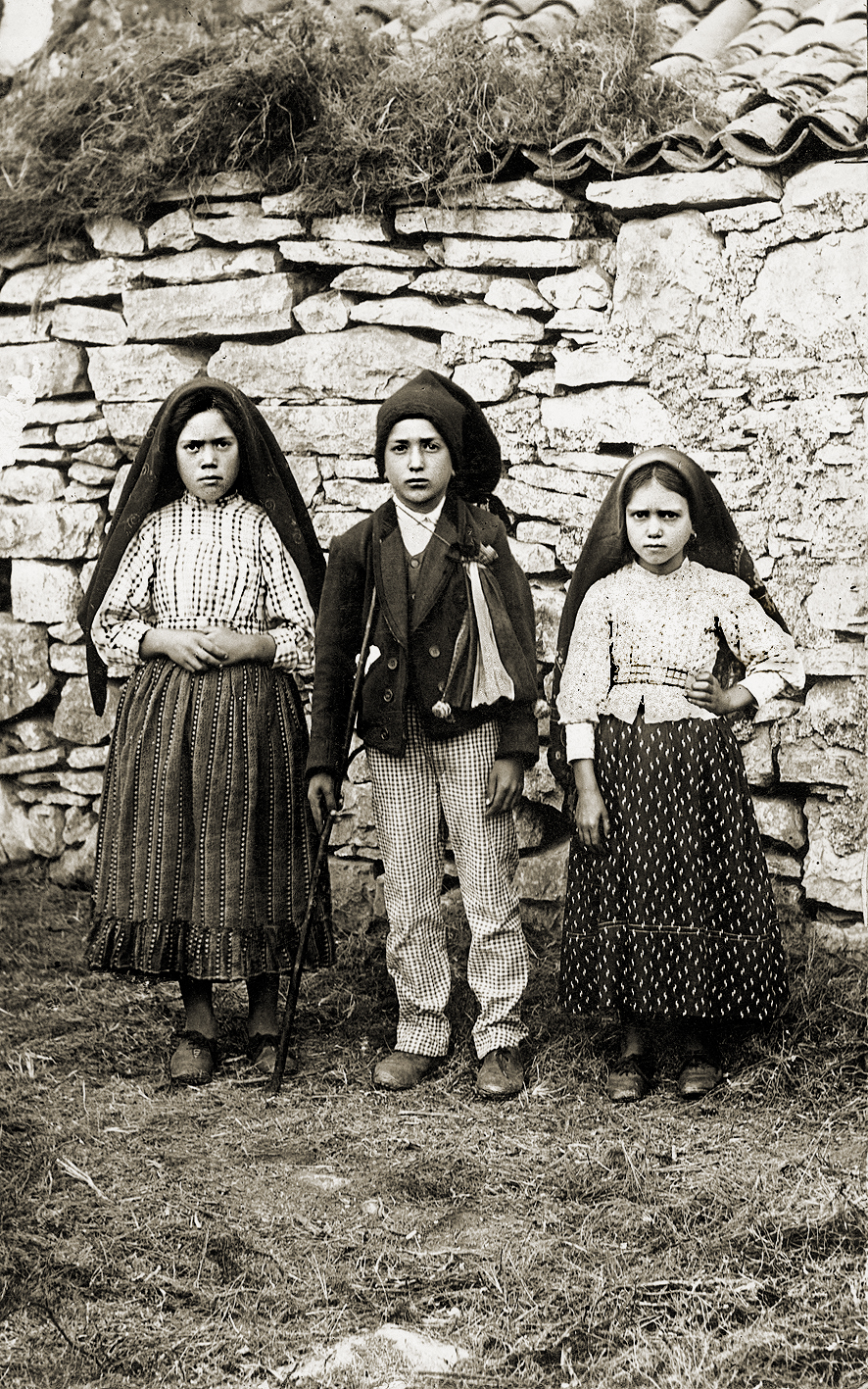
I tre pastorelli nel 1917. Da destra: Giacinta Marto, Francesco Marto e Lúcia dos Santos.

Nata il 22 marzo 1907 ad Aljustrel, nella diocesi di Fátima, sesta figlia di António e Maria Rosa dos Santos, all'epoca delle apparizioni aveva dieci anni. Nonostante fosse la più grande dei tre pastorelli, non sapeva ancora né leggere né scrivere, poiché la sua occupazione giornaliera ordinaria era di condurre il gregge a pascolare. A seguito delle apparizioni, dopo aver studiato presso il Collegio di Vilar, a Porto, vestì l'abito religioso con il nome di Maria Lúcia dell'Addolorata, a Tui in Spagna. Fece la professione temporanea il 3 ottobre 1928 e il 3 ottobre 1934 quella perpetua. Il 25 marzo 1948 si trasferì a Coimbra, dove entrò nel Carmelo di Santa Teresa con il nome di suor Maria Lúcia di Gesù e del Cuore Immacolato. Morì il 13 febbraio 2005 a Coimbra, all'età di 97 anni, il suo corpo venne traslato vicino a quello della cugina Giacinta. Il 13 febbraio 2008, giorno del terzo anniversario della morte di Suor Lúcia, il cardinale José Saraiva Martins, Prefetto della Congregazione per la Causa dei Santi, rese pubblico il decreto del Vaticano per l'apertura immediata del processo di beatificazione.
Francesco Marto
Nato l'11 giugno 1908 ad Aljustrel, decimo figlio di Manuel Pedro Marto e Olímpia de Jesus, all'epoca delle presunte apparizioni aveva nove anni. Viene descritto da Lúcia nelle sue Memorie come un ragazzino silenzioso e solitario, spesso intento a suonare mentre le pecore andavano al pascolo. Ammalatosi durante la violenta epidemia di spagnola nel 1918, morì il 4 aprile dell'anno seguente, il giorno dopo la sua prima comunione, alle ore 22:00. I suoi resti mortali rimasero tumulati nel cimitero parrocchiale fino al 13 marzo 1952, quando furono trasportati nella basilica della Cova da Iria, nella cappella al lato destro dell'altare maggiore dove tuttora riposano. È stato beatificato con la sorella il 13 maggio 2000 e canonizzato, sempre insieme alla sorella, il 13 maggio 2017, nell'ambito delle celebrazioni per il centenario delle apparizioni.
Giacinta Marto
Nata ad Aljustrel l'11 marzo 1910, undicesima figlia di Pedro Marto e Olímpia de Jesus, all'epoca delle presunte apparizioni aveva sette anni. Era la più vivace dei tre, amava molto giocare e danzare mentre il fratello suonava presso i pascoli. Morì il 20 febbraio 1920 nell'ospedale D. Estefânia, a Lisbona, dopo una lunga e dolorosa malattia. Il 12 settembre 1935 la sua salma fu trasportata al cimitero di Fátima, vicino ai resti mortali del fratellino Francesco. Il 1º maggio 1951 i resti mortali di Giacinta, il cui viso fu trovato incorrotto, furono deposti, in forma molto semplice, nella tomba preparata nella basilica della Cova da Iria, nella cappella laterale, a sinistra dell'altare maggiore. È stata beatificata con il fratello il 13 maggio 2000 e canonizzata il 13 maggio 2017, in occasione delle celebrazioni per il centenario delle apparizioni.

### Le apparizioni dell'angelo (1915–1916)
Lucia racconta nelle sue memorie che nel 1915, mentre si trovava con alcune compagne a pascolare le greggi presso i possedimenti paterni, aveva visto una misteriosa figura "simile a una statua di neve". Fuggita, non volle raccontare nulla ai familiari, cosa che invece fecero le compagne. Fu per questo che Lucia preferì recarsi al pascolo di "Cabeço” insieme ai cugini, Francesco e Giacinta. Un giorno, mentre essi si riparavano dalla pioggia e giocavano, era apparsa nuovamente quella figura, "un giovane fra i quattordici e i quindici anni, che il sole rendeva trasparente come se fosse di cristallo", interpretato come un angelo e precisamente visto come l'angelo della pace.
L'angelo aveva invitato i bambini a pregare prostrati insieme a lui in riparazione delle offese subite da Dio da parte dei peccatori, e in particolare con le parole: "Santissima Trinità, Padre, Figlio e Spirito Santo, Vi adoro profondamente e Vi offro il preziosissimo corpo, sangue, anima, divinità di Gesù Cristo presente in tutti i tabernacoli della Terra, in riparazione degli oltraggi, dei sacrilegi e delle indifferenze con cui Egli stesso è offeso, e per i meriti infiniti del Suo Santissimo Cuore e del Cuore Immacolato di Maria Vi chiedo la conversione dei poveri peccatori". Lucia narra che sia lei sia Giacinta potevano udire le parole dell'angelo, solo a Francesco risultava impossibile: egli ascoltava le parole ripetute dalle due compagne.
Riapparso nuovamente nell'estate del 1916, si sarebbe rivelato come angelo protettore del Portogallo, ordinando ai tre di fare sacrifici per la salvezza della loro patria, devastata dalle guerre civili. Porgendo il calice a Francesco e Giacinta, aveva ordinato a Lucia di consumare l'ostia, invitando a fare sacrifici in riparazione degli oltraggi al sacramento dell'Eucaristia.
Scomparso l'angelo, i pastorelli non avrebbero avuto più visioni fino a quelle del 1917 a Cova da Iria.

### Le sei apparizioni della Madonna (maggio-ottobre 1917)
Passati alcuni mesi, i tre pastorelli ripresero le loro mansioni, stavolta nei pascoli della "Cova da Iria", possedimenti del padre di Lucia. Il 13 maggio 1917, mentre giocavano sorvegliando il gregge, riferirono di aver notato un lampo improvviso, come di un temporale imminente. Preoccupati per le loro pecore, mentre cercavano di metterle al riparo, notarono un secondo lampo circa a metà strada lungo la discesa, mentre una bellissima signora appariva loro sopra un piccolo leccio verdeggiante. Secondo la descrizione di Lucia, era "una Signora tutta vestita di bianco, più brillante del sole, che spargeva una luce più chiara ed intensa di quella di un bicchiere di cristallo colmo d'acqua limpida, attraversato dai raggi del sole più cocente". Il suo aspetto era di un'inenarrabile bellezza, né triste né allegro, ma serio con un'espressione soave di leggero rimprovero. Il vestito, più candido della neve, pareva tessuto di luce. Aveva le maniche relativamente strette ed era chiuso al collo; scendeva fino ai piedi, i quali, avvolti in una tenue nuvola, sfioravano appena i rami del leccio. Un manto le copriva il capo, anch'esso bianco e orlato d'oro, della stessa lunghezza della veste, avvolgendole quasi tutto il corpo. "Le mani erano congiunte in preghiera, appoggiate sul petto e dalla destra pendeva un grazioso rosario dai grani brillanti come perle, che terminava con una piccola croce di vivissima luce argentata. Come unico ornamento, una fine collana d'oro lucente appesa al collo, che terminava con una piccola sfera del medesimo metallo".
La visione prosegue: "Non abbiate paura, non voglio farvi del male", disse la signora; Lucia, sbalordita, chiese: "Di dove venite, Signora?". "Vengo dal cielo" rispose, chiedendo ai tre pastorelli di recarsi in quello stesso luogo il tredici di ogni mese, per sei mesi consecutivi fino a ottobre, raccomandando loro inoltre di pregare il rosario affinché la prima guerra mondiale potesse finire e i soldati, fra i quali il fratello di Lúcia, potessero tornare alle proprie case. Date queste ultime raccomandazioni e l'annuncio di una settima futura apparizione, la visione scomparve.

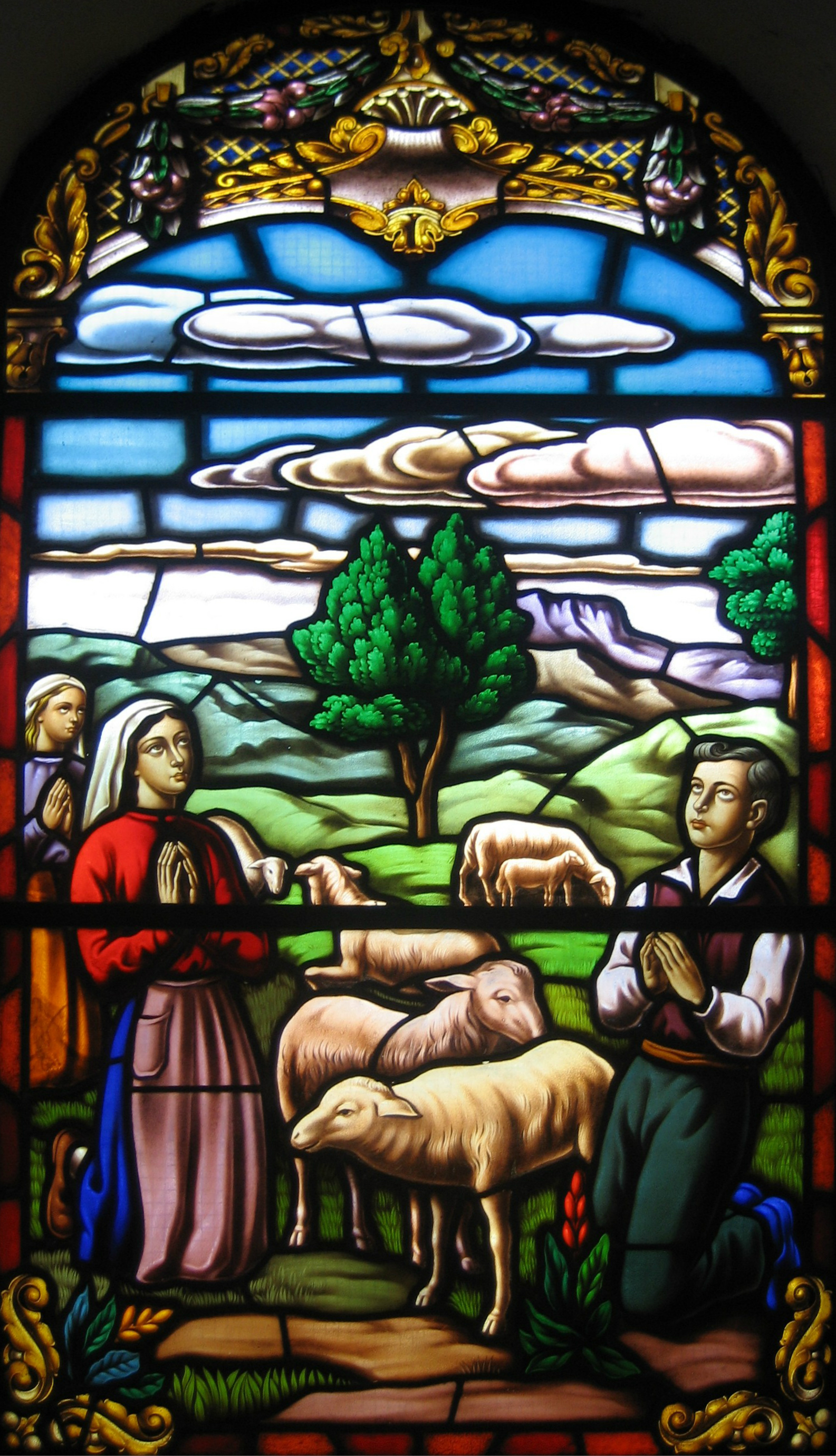
I tre pastorelli in preghiera presso il leccio

Scesi dalla cova, i pastorelli tornarono alle loro case. La piccola Giacinta raccontò tutto alla madre che, preoccupata, chiese aiuto alla cognata Rosa, madre di Lucia, che rimproverò aspramente la figlia pensando a una menzogna. La bambina cercò inutilmente di difendersi dalle accuse ma, vedendo che tutto era inutile, preferì tacere fino a quando non arrivò il 13 giugno, giorno in cui la visione sarebbe tornata a Cova da Iria. Lucia pregò la madre di farla andare lì, nonostante tutto il paese fosse radunato per la festa patronale di sant'Antonio di Padova. Seguivano questa volta i tre veggenti quattordici compagne curiose e con loro Maria Carreira col figlio, storpio, Giovanni. A mezzogiorno la Madonna, secondo il racconto, riapparve ai pastorelli rivelando a Lucia, che piangeva per i maltrattamenti subiti dalla madre nel mese passato, che Giacinta e Francesco sarebbero presto morti, mentre lei sarebbe sopravvissuta per far conoscere al mondo ciò che aveva visto; detto questo aveva mostrato ai veggenti il suo cuore ferito da spine pungenti, scomparendo infine. I fedeli attorno al leccio dichiararono di aver visto una nuvola volare via, verso oriente.
Sulla via del ritorno, i pastorelli vennero bersagliati dalle domande dei presenti e furono costretti a tornare a casa. Lì la madre di Lucia accusò la figlia credendola una bugiarda, poi la condusse dal parroco che la interrogò e le mise il sospetto che quella visione fosse in realtà una manifestazione diabolica. Il 13 luglio i bambini tornarono alla Cova da Iria: questa volta erano lì radunate circa cinquemila persone, molte delle quali desiderose di prendersi gioco dei ragazzini. Secondo quanto riferito da Lucia, a mezzogiorno si ripeté l'apparizione: la bambina si lamentò presso la signora per tutti i maltrattamenti subiti, ricevendo come risposta l'invito a offrire le sue sofferenze per la conversione dei peccatori; dopo di che venne mostrata ai tre pastorelli la visione dell'inferno, riportata testualmente dagli scritti di suor Lucia:
Lucia aggiunge che la Madonna aveva poi rivelato ai pastorelli la seconda parte del segreto (la prima era appunto la visione dell'Inferno):
L'apparizione si sarebbe conclusa poco dopo.
La notizia delle apparizioni, intanto, si era diffusa in tutto il Portogallo: molti accusavano i pastorelli di essere millantatori, di essere vittime di una congiura clericale. La notizia giunse agli orecchi del sindaco di Vila Nova de Ourém (di cui Fátima è una frazione), Arturo Oliveira, che decise di farla finita con quella che riteneva una commedia: dapprima convocò Lucia, suo padre e il padre di Giacinta e Francesco, Manuel, ricoprendoli di insulti e minacciando di arrestarli, dopo di che, la mattina del 13 agosto, con la scusa di condurre i pastorelli alla Cova da Irìa, li trascinò in prigione per costringerli a confessare. Ogni tentativo di estorcere loro una confessione risultò vano: non sapendo più come minacciarli, il sindaco li rimandò a casa. I bambini non avevano dunque potuto assistere all'apparizione del giorno 13, che li aveva raggiunti, secondo il loro racconto, quattro giorni dopo, il 19 agosto. In quell'occasione, la Madonna aveva promesso loro che il mese di ottobre avrebbe lasciato un segno per confermare l'autenticità delle loro affermazioni.
Il 13 settembre erano radunate alla Cova da Iria circa trentamila persone, fra le quali molti malati in barella. A mezzogiorno i testimoni presenti riferirono di aver visto un globo luminoso scendere dal cielo verso il leccio; la Madonna sarebbe apparsa ai bambini per consolare alcuni fra i malati, promettendo a Lucia che entro l'anno li avrebbe guariti. La Vergine chiese inoltre di utilizzare il denaro che la gente donava per costruire lì una cappella a lei dedicata. Lucia avrebbe voluto consegnare alla Madonna una fialetta di profumo e alcune lettere datele da un oriundo di Olival, ma l'apparizione le avrebbe rifiutate, per poi scomparire.

#### Il Miracolo del sole (13.10.1917)
Il 13 ottobre Cova da Iria traboccava di gente: uomini e donne giunti da tutto il Portogallo si erano recati lì per assistere al miracolo annunciato. Tra di essi anche parecchi giornalisti anticlericali, decisi a dimostrare come le apparizioni fossero soltanto una commedia escogitata dal parroco di Fátima. Era una giornata molto piovosa e i fedeli si riparavano con gli ombrelli. A mezzogiorno un sacerdote si avvicinò a Lucia, accusandola di essere una millantatrice poiché la Madonna non era ancora apparsa; poco dopo i presenti videro una nube circondare i pastorelli e il leccio. Lucia racconta che la Madonna le aveva chiesto di far costruire in quel luogo una cappella in suo onore, dedicandola alla "Vergine del Rosario", raccomandando inoltre di pregare molto perché la guerra era in procinto di concludersi; poi era salita al cielo, che si era aperto al suo passaggio. A quel punto si sarebbe verificato il miracolo promesso: il sole, visibile a occhio nudo, aveva cominciato a volteggiare, dopo di che era parso cadere sulla folla atterrita, fermandosi poi di colpo per risalire in cielo.

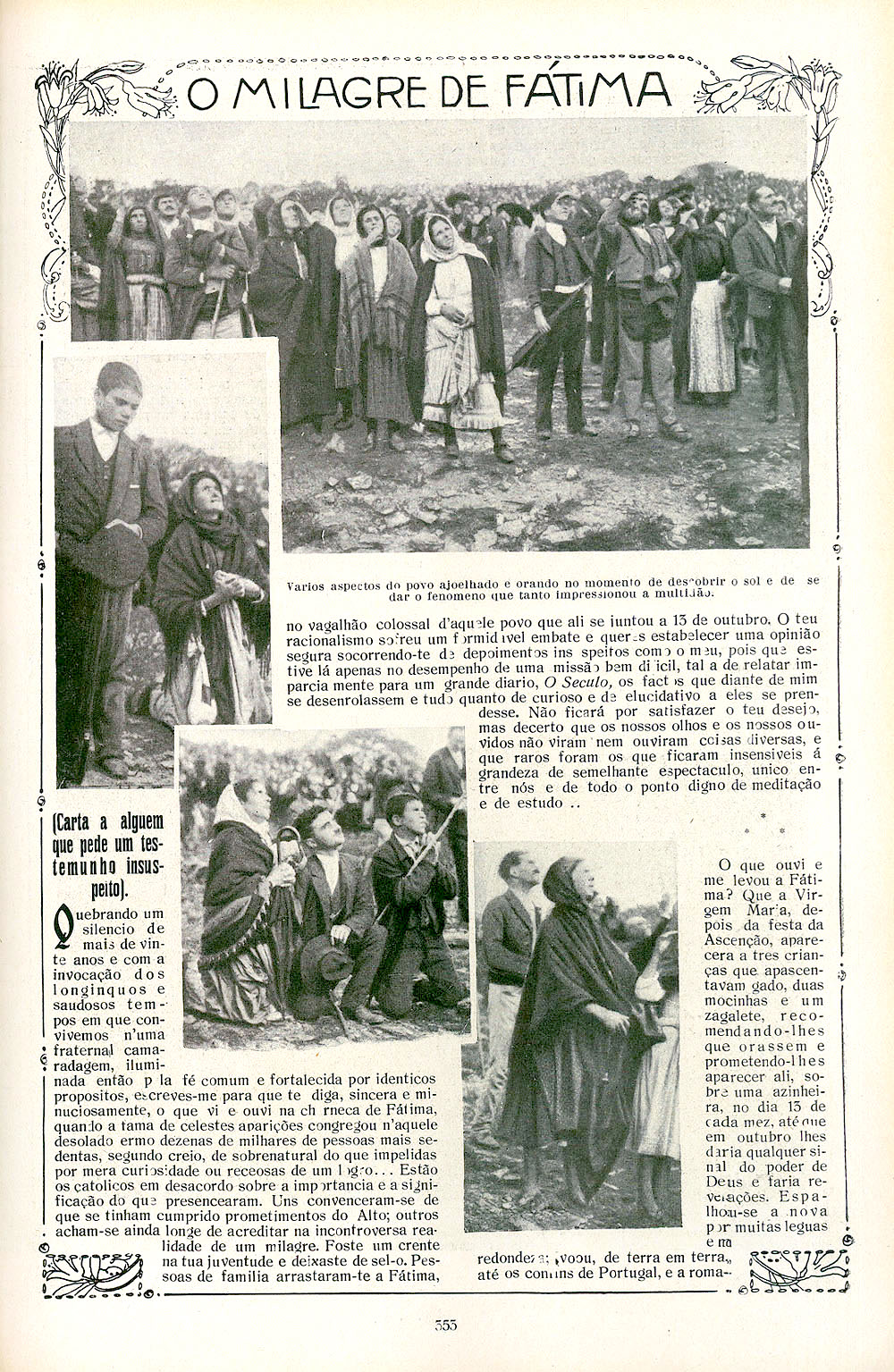
Una copia fotostatica di una pagina della rivista Ilustração Portuguesa del lunedì 29 ottobre 1917, ritraente la folla che osserva il 'miracolo del sole'

Il fenomeno non fu visto dai tre pastorelli, ma sarebbe stato osservato da migliaia di persone compresi numerosi spettatori increduli, tra i quali Avelino de Almeida, direttore del giornale O Século, il più diffuso e autorevole quotidiano liberale e anticlericale di Lisbona. Nel suo articolo, pubblicato il 15 ottobre 1917, de Almeida scrisse:
Testimonianza simile fu riportata dal dottore Almeida Garrett:
Parecchie furono anche le testimonianze dei fedeli presenti:
(Maria da Capelinha)
(Maria do Carmo)
(Alfredo da Silva Santos)
(Mário Godinho, ingegnere)
(Maria do Carmo)
I tre pastorelli riferirono di aver visto dapprima la Madonna, san Giuseppe e Gesù bambino mentre benedicevano il mondo tracciando un ampio segno di croce, successivamente la Vergine nelle vesti di Addolorata, seguita da Gesù con la croce e la corona di spine, infine la sola Vergine nelle vesti della Madonna del Carmelo. Non appena il fenomeno si concluse, la folla si riversò entusiasta sui pastorelli: Francesco riuscì a fuggire, Giacinta venne condotta via da un amico, Lucia invece si ritrovò senza velo né trecce, poiché alcuni fanatici gliele avevano tagliate.

### Dopo le apparizioni

#### La morte di Giacinta e Francesco Marto

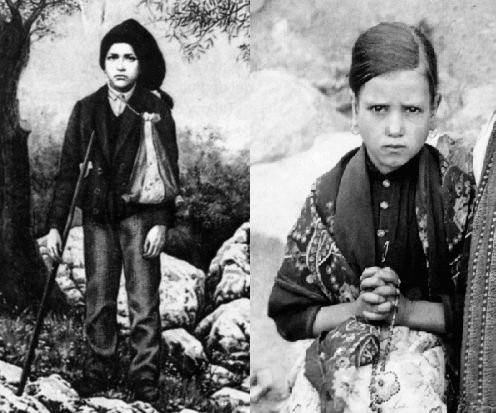
Francesco e Giacinta Marto

Nel dicembre del 1918, la terribile epidemia di influenza spagnola che al tempo flagellava l'Europa si abbatté anche sul Portogallo. Anche Giacinta e Francesco ne furono colpiti: la prima riuscì a guarire dopo una lunga convalescenza, il secondo invece rimase a letto malato. La mattina del 2 aprile, quando ormai non c'era altro da fare, Lúcia si recò dal cugino per assisterlo nelle ultime ore di vita; dato che il ragazzino non aveva ancora fatto la prima comunione, il 3 aprile si procedette a somministrargli l’Eucaristia. Francesco si spense alle ore dieci del giorno dopo, all'età di 11 anni, in presenza della madre e dei familiari. Prima di morire - rivelò Lúcia - disse di vedere una grande luce, poi subito scomparsa. Il corpo fu sepolto il giorno dopo nel piccolo cimitero di Fatima.
Qualche tempo dopo, Giacinta venne colpita da una pleurite purulenta e fu trasportata all'Ospedale di Vila Nova da Ourém. La malattia fu molto dolorosa: una profonda piaga le si scavò nel petto, infettandosi dopo il ritorno a casa, dopo due mesi di degenza. Il professor Enrico Lisboa decise di condurla al suo ospedale per operarla: fu così trasferita a Lisbona, ospite dell'orfanotrofio di Nostra Signora e affidata alle cure della superiora, Maria della Purificazione. La situazione intanto era diventata critica: il 10 gennaio 1920 le vennero asportate due coste dalla parte sinistra, dove c'era una piaga "larga quanto una mano", senza anestesia poiché il gracile corpo dell'inferma non lo permetteva. Secondo i testimoni, la ragazzina sopportò tutto con coraggio dicendo che avrebbe offerto tutto per la salvezza dei peccatori. Oppressa da dolori lancinanti, Giacinta morì alle 10:30 del 20 febbraio, in presenza dell'infermiera Aurora Gomes, alla quale era stata affidata, lontana da Lúcia e dai genitori. Aveva 10 anni.
La mattina del giorno dopo, il suo corpo fu trasferito nella chiesa degli Angeli. In seguito fu trasportato a Vila Nova de Ourém e fu tumulato nella cappella del barone di Alvaiazere. Trascorsi quindici anni, il 12 settembre 1935 la bara fu aperta: il volto fu trovato incorrotto, e il corpo fu portato nello stesso giorno al cimitero di Fátima, dove rimase altri quindici anni e mezzo, fino al 30 aprile 1951. Il 1º maggio successivo le spoglie furono traslate nel transetto della basilica, alla sinistra dell'altare maggiore; un anno dopo, il 13 marzo 1952, furono portate lì anche le spoglie mortali del fratello Francesco.
Il 13 maggio 1989, giorno del 72º anniversario delle apparizioni, papa Giovanni Paolo II proclamò l'eroicità delle virtù di Francesco e Giacinta, e il 13 maggio 2000 li beatificò a Fátima. Fu poi papa Francesco a canonizzarli il 13 maggio 2017, durante il suo viaggio a Fátima in occasione del centenario delle apparizioni.

#### La settima apparizione della Madonna (15 maggio 1921)
Come riportato nel suo diario, il 15 maggio 1921 Lúcia visitò la Cova da Iria, dove assistette a una nuova apparizione della Madonna, preannunciata già quel 13 maggio 1917.
La veggente, afflitta per la volontà del vescovo di Leira di farle lasciare gli affetti famigliari per la vita monastica lontano da Fátima, venne rincuorata dalla visione della Vergine che la incoraggiò a seguire le volontà del vescovo, quale volontà di Dio.

### L'entrata in convento di Lúcia
Lúcia decise dunque di lasciare Fátima per studiare e abbracciare la vita consacrata. Il 17 giugno 1921 entrò nel collegio cattolico di Vilar (Porto), diretto dalle suore di santa Dorotea. Nel 1925, a diciotto anni, Lúcia entrò nel loro convento a Pontevedra, in Spagna. Qui, il 10 dicembre, avrebbe avuto una nuova apparizione della Madonna, che le aveva comunicato la sua "Grande Promessa": la comunione riparatrice nei primi cinque sabati del mese:
"Guarda figlia mia, il mio Cuore circondato di spine che gli uomini ingrati in ogni momento Mi configgono con bestemmie e ingratitudini. Almeno tu vedi di consolarMi, e dì che tutti coloro che per cinque mesi, il primo sabato, si confesseranno, ricevendo la santa Comunione, reciteranno un rosario e Mi faranno compagnia per quindici minuti, meditando i quindici misteri del Rosario con l'intenzione di alleviare la mia pena, Io prometto di assisterli nell'ora della morte con tutte le grazie necessarie per la salvezza delle anime."
Successivamente, su richiesta della stessa Lúcia, la confessione venne permessa anche otto giorni prima del sabato. Nel 1926 suor Lúcia lasciò il convento di Pontevedra per entrare nel noviziato a Tui, dove ricevette l'abito il 26 ottobre 1926, pronunciando i primi voti il 3 ottobre 1928. Lì avrebbe avuto una nuova apparizione, il 13 giugno 1929: mentre si trovava in cappella a pregare, fu irradiata dalla luce della Trinità, con a fianco la Madonna, che raccomandò alla veggente di inviare una lettera al papa, chiedendogli di consacrare la Russia al suo Cuore Immacolato. Poiché questo non avvenne, due anni dopo suor Lúcia, mentre si trovava convalescente a Rianjio, vicino a Pontevedra, riferì un'altra visione, questa volta di Gesù stesso, che si lamentava per la lentezza della Chiesa nell'adempiere alle sue richieste:

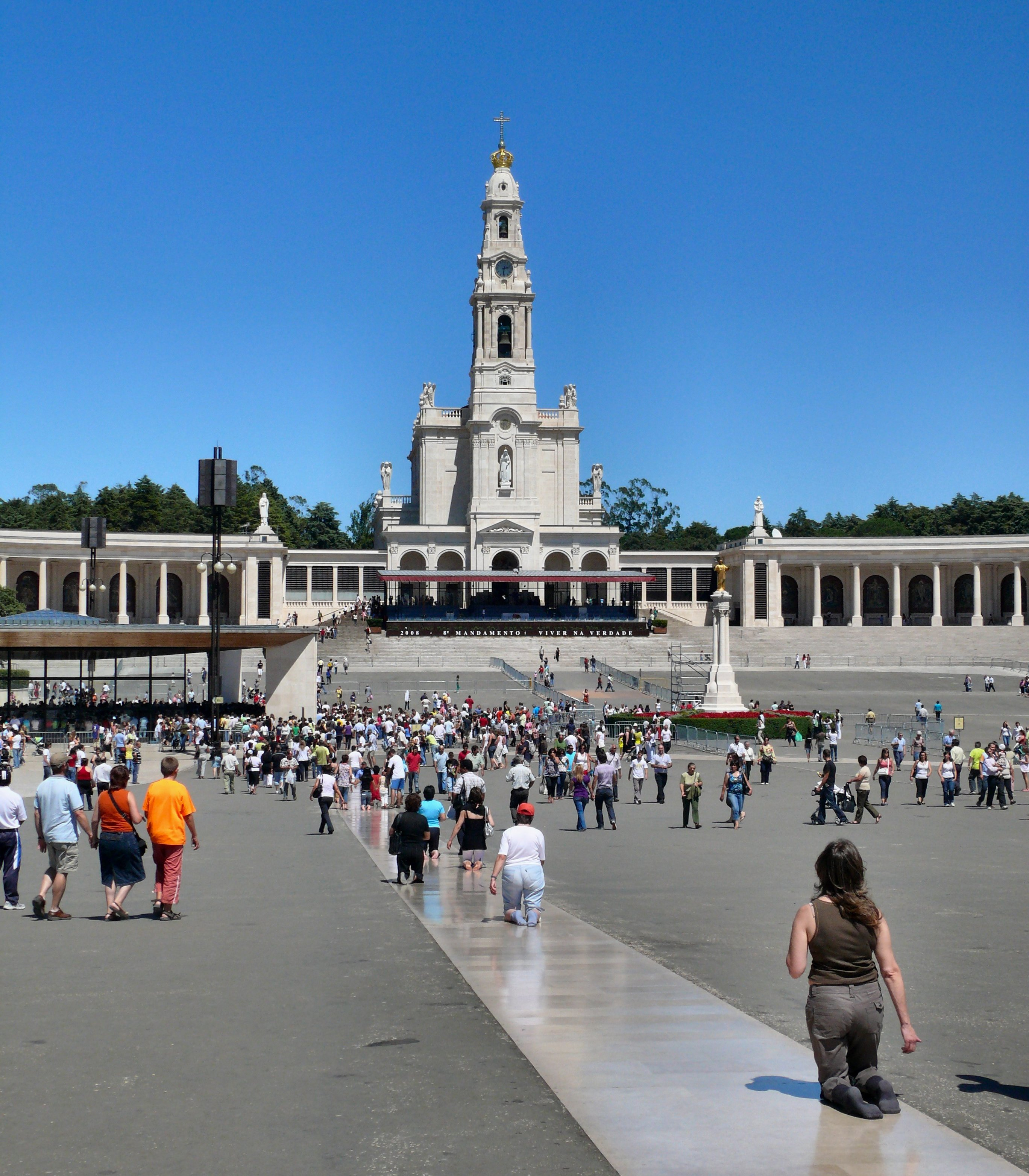
Il santuario di Fátima

"Fai sapere ai Miei ministri, che non hanno voluto soddisfare la Mia richiesta,...come al Re di Francia, che si pentiranno e l'adempiranno, ma sarà tardi. La Russia avrà già sparso i suoi errori per il mondo, provocando guerre e persecuzioni alla Chiesa: il Santo Padre avrà molto da soffrire."
Nella notte dal 24 al 25 gennaio 1938 una straordinaria aurora boreale illuminò il cielo del Portogallo: la veggente ritenne che quella fosse la grande luce predetta dalla Vergine, preludio della seconda guerra mondiale. In quell'occasione Lúcia rese nota la prima parte del segreto, quella relativa all'inferno.

### Il riconoscimento da parte della Chiesa cattolica
Nel 1919, dinanzi all'immane flusso di pellegrini che si recavano a Cova da Iria, José Alves Correia da Silva, vescovo della diocesi di Leiria, ordinò che fosse costituita una commissione per studiare il caso e iniziare le indagini canoniche ufficiali. Dopo lunghi dibattiti, con la conoscenza e il consenso di papa Pio XI, nell'ottobre del 1930 il vescovo Silva annunciò i risultati dell'inchiesta in una lettera pastorale nella quale diceva:
1 – Dichiariamo degne di credenza, le visioni dei bambini pastori della Cova da Iria, avvenute nella parrocchia di Fátima, in questa diocesi, dal 13 maggio al 13 ottobre 1917
2 – Permettiamo ufficialmente il culto della Madonna di Fátima

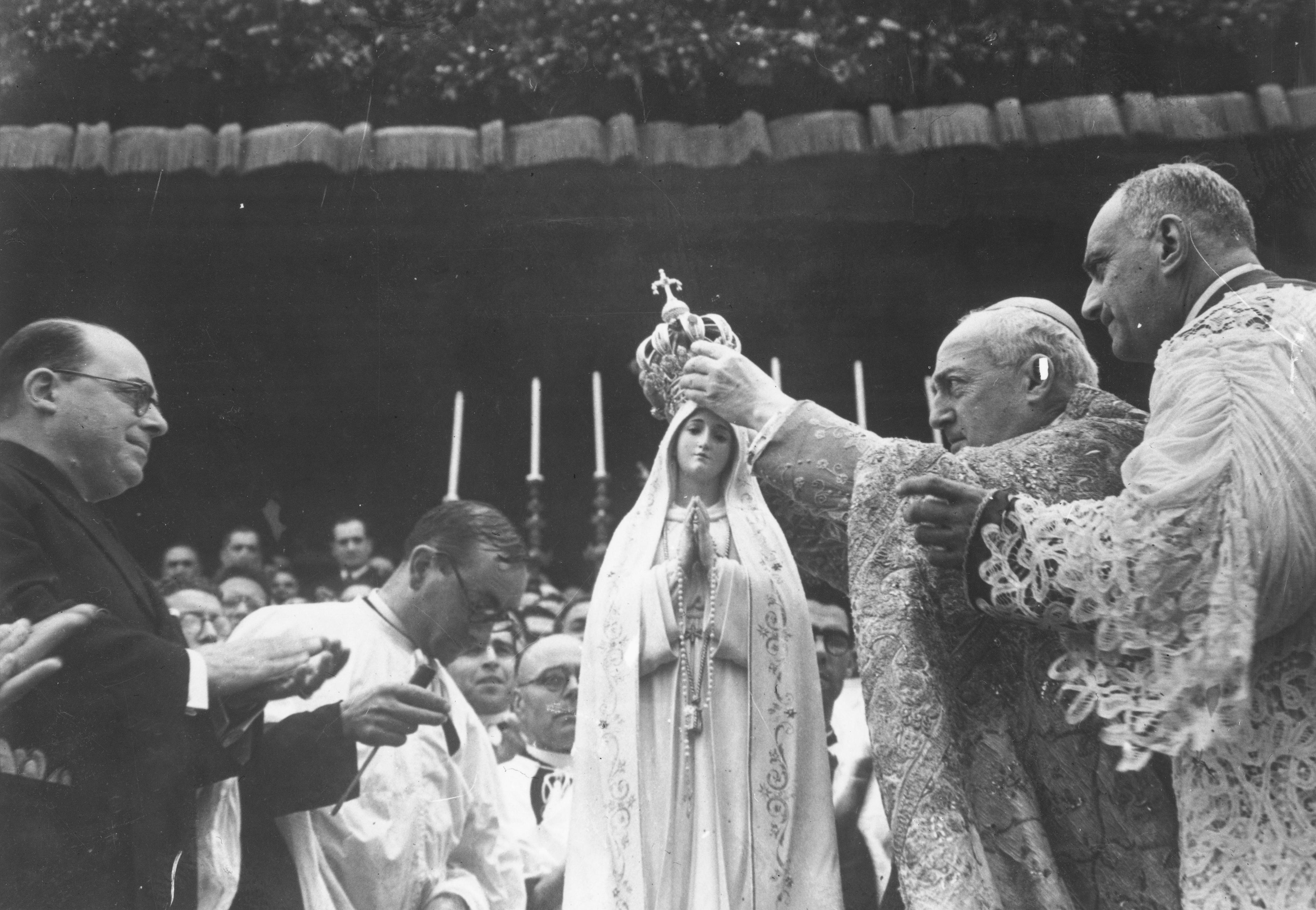
Il cardinale Aloisi Masella incorona la statua della Madonna di Fátima il 13 maggio 1946

Nel 1940, il papa Pio XII parlò delle apparizioni nella sua enciclica Saeculo Exeunte Octavo, scritta per invitare la Chiesa portoghese a incrementare la sua attività missionaria in terra straniera. Nell'ottobre del 1942, in risposta a un messaggio inviatogli da suor Lúcia nel 1940, Pio XII consacrò il mondo al Cuore Immacolato di Maria. All'inizio del 1943, suor Lúcia disse che in un'apparizione le era stato rivelato che questo Atto di Consacrazione era stato accettato per contribuire a far finire prima la seconda guerra mondiale, ma che non avrebbe ottenuto la pace nel mondo.
Papa Pio XII, in una lettera apostolica del 7 luglio 1952, scrisse:
"Parecchi anni fa abbiamo consacrato l'intera razza umana alla Vergine Maria, Madre di Dio, così anche oggi noi la consacriamo ed in particolare affidiamo tutta la popolazione della Russia al suo cuore immacolato."
"Se Maria interpone il suo valido patrocinio, le porte dell'inferno non potranno prevalere. È la buona madre, la madre di tutti, e non si è mai sentito dire che chi ha cercato in lei protezione sia rimasto deluso. Con questa certezza il papa affida l'intero popolo di Russia al cuore immacolato della Vergine. Lei li aiuterà! Errore e ateismo non prenderanno il sopravvento contro la sua grazia e assistenza."
Esiste una controversia in merito al fatto che a oggi un pontefice abbia consacrato la Russia al Cuore di Maria, secondo le prescrizioni di Fátima. Nel caso di Pio XII, sarebbe mancato l'ordine a tutti i vescovi della Chiesa cattolica.
Il 4 maggio 1944 la Santa Sede istituì la Festa del Cuore Immacolato di Maria e due anni dopo il cardinale Benedetto Aloisi Masella, in veste di legato papale, incoronò la Madonna di Fátima "Regina del mondo". L'intero episcopato Portoghese e più di 600 000 pellegrini si riunirono a Fátima per partecipare all'evento.

### I pontefici a Fátima

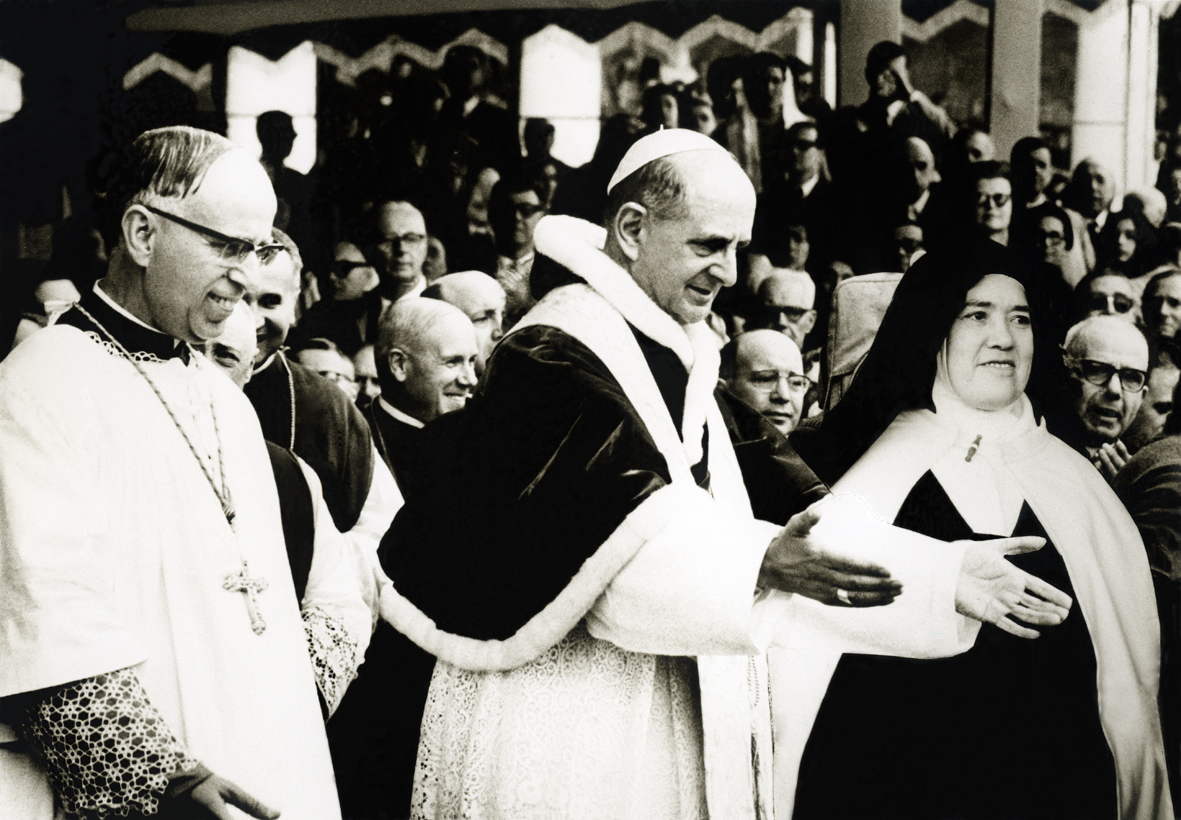
Paolo VI con João Pereira Venâncio, vescovo di Leiria, e Suor Lúcia a Fátima nel 1967

Il 13 maggio 1967, nel cinquantesimo anniversario della prima apparizione di Fatima, papa Paolo VI, che già aveva donato la rosa d'oro al santuario affinché a Maria fossero affidate le sorti del mondo, si recò in pellegrinaggio al santuario, scrivendo un'enciclica per l'occasione.
Fu però Giovanni Paolo II, successore di Giovanni Paolo I (che aveva avuto colloqui personali con suor Lúcia), il papa maggiormente legato alle apparizioni di Fatima: dopo l'attentato del 1981, avvenuto proprio nell'anniversario della prima apparizione, sostenne che era stata proprio la Madonna a "deviare" la pallottola sparata da Alì Agca (che poi fece incastonare nella corona della statua della Vergine). Egli visitò Fátima in tre occasioni: nel 1982, nel 1991 e nel 2000. Nella sua prima visita del 1982, a distanza di un anno dall'attentato subìto in piazza San Pietro, subì un altro attentato: un uomo tentò di colpirlo con una baionetta, ma fu fermato dalla sicurezza. L'uomo, un sacerdote spagnolo di nome Juan María Fernández y Krohn, si opponeva alle riforme del Concilio Vaticano II e definiva il papa un "agente di Mosca". Fu condannato a sei anni di prigione e, quindi, espulso dal Portogallo. Durante la visita del 2000 Giovanni Paolo II beatificò i due veggenti defunti, Giacinta e Francesco. Rese inoltre universale la Festività della Madonna di Fátima, facendola includere nel Messale Romano.

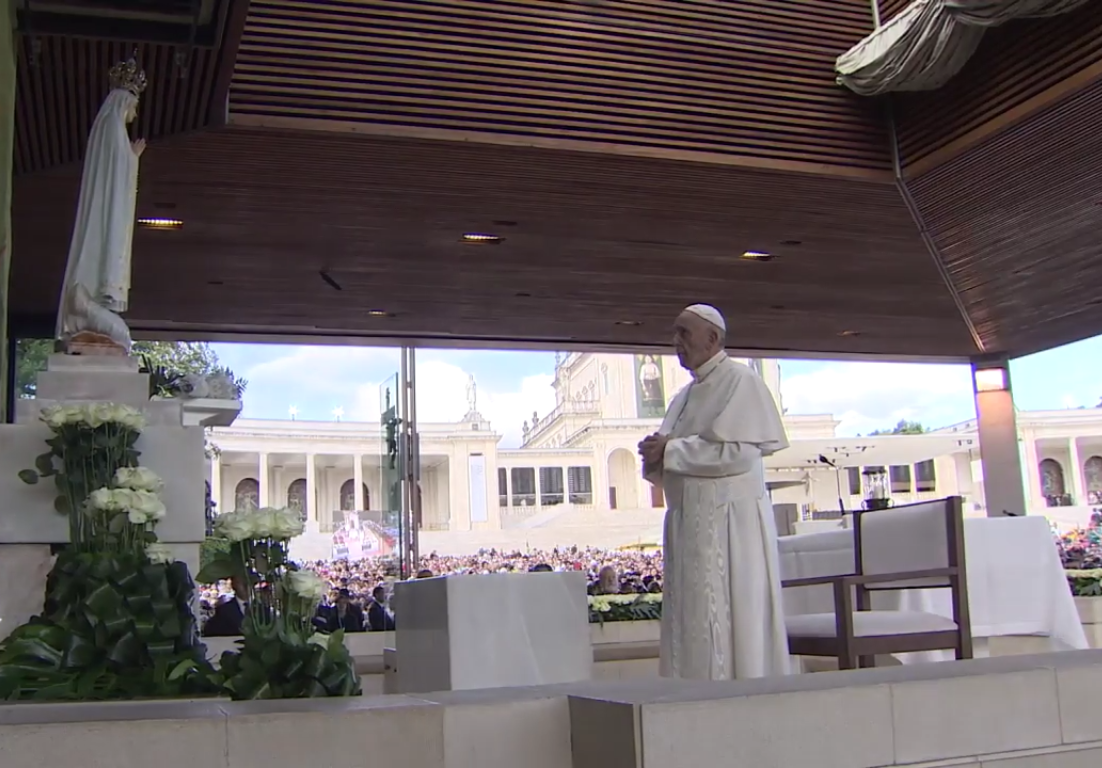
Francesco in preghiera davanti all'immagine della Vergine nel 2017

Nei giorni dall'11 al 14 maggio 2010, anche Benedetto XVI, in occasione del decimo anniversario della beatificazione dei veggenti, si è recato a Fátima.
Papa Francesco è stato presente al Santuario di Fátima per celebrarne il centenario, nei giorni 12 e 13 maggio 2017, durante il quale ha anche canonizzato i due pastorelli, Francesco e Giacinta. Si è recato nuovamente al santuario il 5 agosto 2023, in occasione della Giornata Mondiale della Gioventù, ospitata a Lisbona.

### La statua della Cappellina delle apparizioni
La celebre scultura conosciuta in tutto il mondo fu realizzata tra il 1919 e il 1920 dallo scultore portoghese José Ferreira Thedim (1892–1971), che in seguito produsse altre immagini che girano in pellegrinaggio nelle varie nazioni. L'opera custodita oggi nella Cappellina delle apparizioni a Fátima è alta 104 centimetri e venne ricavata da un cedro del Brasile e fa riferimento alle indicazioni fornite dai tre pastorelli. L'Immagine fu solennemente incoronata il 13 maggio 1946 dal legato pontificio cardinale Aloisi Masella con una corona d'oro e pietre preziose donata da alcune donne portoghesi. Nella corona venne successivamente incastonato il proiettile che colpì Giovanni Paolo II nell'attentato del 1981 in segno di ringraziamento. L'aspetto odierno è frutto di alcune piccole modifiche apportate all'opera dallo stesso Thedim a partire dal 1951 come la rimozione dei sandali, la semplificazione della veste della vergine e l'allargamento della nuvola sotto i piedi. La statua non lascia mai il santuario tranne in rare occasioni, quali ad esempio le visite in Vaticano nel 1984, nel Giubileo del 2000 e nel 2013.

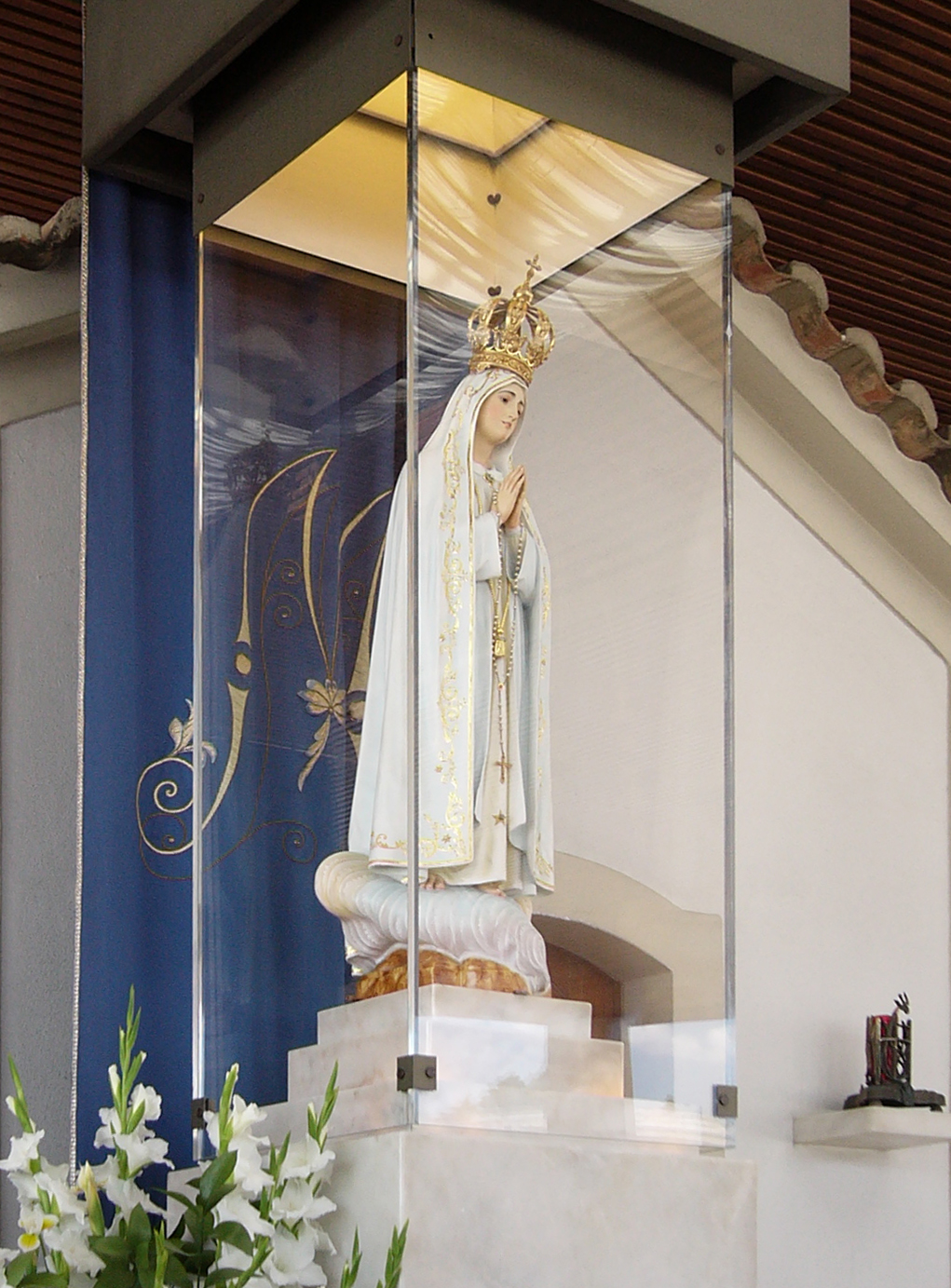
L'immagine custodita nella Cappellina a Fátima

### L'acqua di Fátima
Prima delle apparizioni, a Fátima c'era scarsità di acqua a causa della natura del terreno, calcareo e poroso, tanto che gli abitanti erano costretti a raccogliere l'acqua piovana in cisterne. Dopo le apparizioni il flusso dei pellegrini continuava ad aumentare, creando un grave problema per l'approvvigionamento idrico, causa anche di litigi fra i pellegrini e gli abitanti del luogo.
Il 13 novembre 1921, il vescovo di Leiria, José Alves Correia da Silva, volle scavare un pozzo vicino al luogo della prima apparizione, nonostante lo scetticismo dei contadini del posto. L'acqua sgorgò dal pozzo, e anche dai due pozzi fatti scavare a poca distanza dal primo, e il problema delle risorse idriche fu risolto.
L'acqua veniva raccolta in una grande cisterna di cemento, attualmente non più visibile, situata nella base del monumento al Sacro Cuore di Gesù. Si pensò anche di costruire delle piscine come a Lourdes, ma il progetto non venne realizzato. La Voz da Fátima (La voce di Fátima), rivista ufficiale del santuario, riporta le Grazie che sarebbero state ottenute: la maggior parte di esse sarebbe legata all'uso di quest'acqua.

## Il messaggio
Il messaggio di Fátima può essere riassunto principalmente come un invito alla penitenza e alla preghiera. Nelle apparizioni del 1916, l'angelo avrebbe mostrato ai bambini con quale contrizione si dovesse pregare, spiegando loro la grande importanza del compiere sacrifici in riparazione delle offese commesse contro Dio e, nella sua ultima apparizione, avrebbe mostrato il modo consono di ricevere il sacramento dell'eucaristia.
Nel 1917 la Madonna avrebbe ribadito parecchie volte l'esortazione alla recita del rosario ogni giorno, definendosi ella stessa "Regina del rosario". Un altro aspetto importante del messaggio di Fátima è la devozione al Cuore Immacolato di Maria, in riparazione del quale sarebbe stata consigliata la devozione dei primi cinque sabati del mese.
Il legame con le Apparizioni di Amsterdam "Signora di tutti i popoli"
Le apparizioni di Fátima si concludono nello stesso giorno in cui iniziano le apparizioni di Amsterdam della Signora di tutti i popoli. La Vergine appare alla giovane Ida Peerdeman proprio nel giorno del miracolo del sole, il 13 ottobre 1917. Le apparizioni riprenderanno nel 1945 quando si era conclusa la prima parte del segreto di Fátima.

### Il legame col Carmelo
A Fátima la Vergine Santa avrebbe confermato le promesse legate al Santo Scapolare.
Il 13 ottobre 1917, infatti, mentre avveniva il grande miracolo del sole visto da più di cinquantamila persone, Maria si sarebbe mostrata ai pastorelli nelle vesti della Madonna del Monte Carmelo, presentando nelle loro mani lo Scapolare. Senza dubbio, avvenendo in concomitanza con il fenomeno più alto fra tutti quelli accaduti nella Cova da Iria, la presentazione dello Scapolare durante quest'apparizione finale non fu un dettaglio senza importanza; anzi, in questo modo, Maria mostrò come una sintesi tra lo storicamente più remoto (il Monte Carmelo), il più recente (la devozione al Cuore Immacolato di Maria) e il futuro glorioso, che è il trionfo di questo stesso Cuore.
Si può perciò affermare che i privilegi inestimabili legati allo Scapolare sono parte integrante del Messaggio Mariano di Fátima, unitamente al Rosario e alla devozione al Cuore Immacolato di Maria. Infatti, i riferimenti all'Inferno e al Purgatorio, la necessità della penitenza e l'intercessione di Nostra Signora contenuti nel Messaggio sono in assoluta consonanza con le promesse collegate allo Scapolare. Non a caso la stessa Lúcia, l'unica dei tre pastorelli a essere rimasta in vita, divenne carmelitana scalza e disse che nel messaggio della Madonna "il Rosario e lo Scapolare sono inseparabili".

## Approvazioni pontificie
Nell'ottobre del 1930 il vescovo da Silva dichiarò che le apparizioni di Fatima erano "degne di fede" e approvò la devozione pubblica alla Beata Vergine sotto il titolo di Nostra Signora di Fátima. Da allora, il Vaticano concesse indulgenze e permise che a Fátima si celebrassero liturgie speciali della Messa. Papa Benedetto XV e Papa Pio XI non si espressero circa le apparizioni.
Tuttavia, Benedetto XV fu il Papa che consacrò vescovo il futuro Pio XII, detto il "papa di Fatima". Inoltre, Giacinta lo vide inginocchiato davanti a un tavolo, assorto in preghiera, con le lacrime sul volto e la testa fra le mani. La visione era reale e fino ad allora il Papa era stato fotografato in ben altre pose, come nella gloriosa sedia gestatoria.

### Papa Pio XII
- Il cardinale Eugenio Pacelli fu consacrato vescovo il 13 maggio 1917 — il giorno della prima apparizione — e fu eletto al soglio pontificio come Papa Pio XII nel 1939. È considerato "il Papa di Fátima."[34] Nel 1940, dopo lo scoppio della Seconda Guerra Mondiale, Suor Lucia chiese a Papa Pio XII di consacrare il mondo e la Russia al Cuore Immacolato di Maria. Lei ripeté questa richiesta anche il 2 dicembre dello stesso anno, affermando che nel 1929 la Beata Signora aveva chiesto in un'altra apparizione che la Russia fosse consacrata al suo Cuore Immacolato. Si diceva che Maria promettesse la conversione della Russia dai suoi errori.[37]
- Il 13 maggio 1942, 25º anniversario della prima apparizione e giubileo d'argento della consacrazione episcopale di Papa Pio XII, il Vaticano pubblicò il "Messaggio e Segreto di Fatima".
- Il 31 ottobre 1942 Pio XII in un discorso radiofonico al popolo portoghese parlò delle apparizioni di Fatima e consacrò il genere umano al Cuore Immacolato della Vergine, con una menzione specifica di "popoli della Russia".[38]
- L'8 dicembre 1942 il Papa proclamò ufficialmente e solennemente questa consacrazione in una cerimonia tenutasi nella Basilica di San Pietro a Roma. Questa consacrazione è stata fatta nel contesto dei messaggi riportati da Gesù e dalla Vergine Maria ricevuti da Alessandrina di Balazar e comunicati al suo direttore spirituale Mariano Pinho.
- Il 1º maggio 1948, nel documento intitolato Auspicia Quaedam, Papa Pio XII chiese la consacrazione al Cuore Immacolato di ogni famiglia, parrocchia e diocesi cattolica.[39]
- Il 18 maggio 1950, il Papa inviò nuovamente un messaggio al popolo portoghese riguardo a Fátima: «Che il Portogallo non dimentichi mai il messaggio celeste di Fátima, che, prima di chiunque altro, ha avuto la fortuna di ascoltare. Mantenere Fátima nel vostro cuore e tradurlo in fatti è la migliore garanzia per ricevere sempre più grazie».[40] In numerosi messaggi aggiuntivi e nelle sue encicliche Fulgens Corona (del 1953) e Ad Caeli Reginam (del 1954), Pio XII incoraggiò la venerazione della Vergine a Fátima.
- L'11 novembre 1954 elevò il santuario al rango di basilica, con il decreto Luce Superna.

### Papa Paolo VI

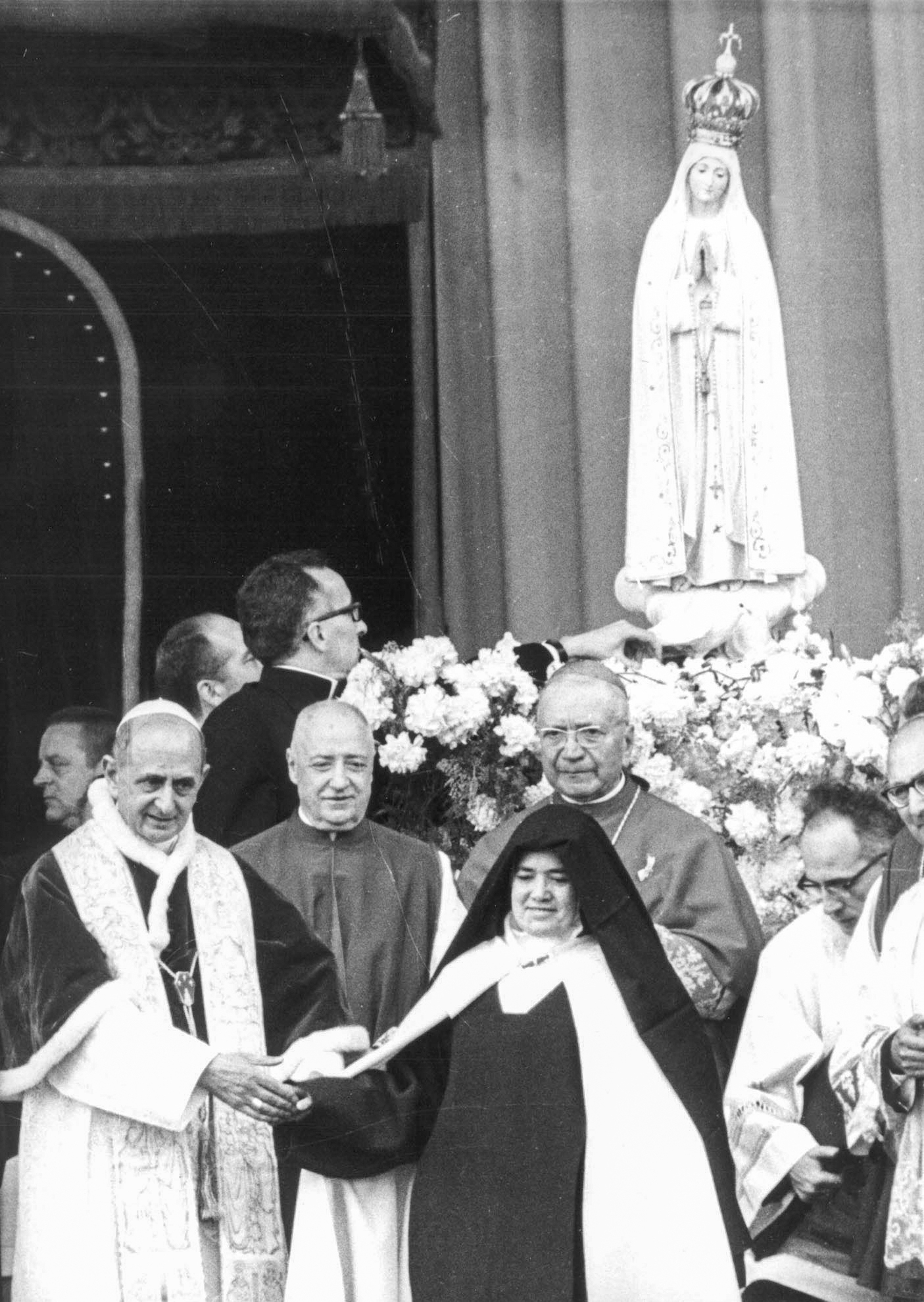
Papa Paolo VI con Suor Lúcia a Fátima il 13 maggio 1967.

Al termine del Concilio Vaticano II, papa Paolo VI ha rinnovato la consacrazione di Pio XII al Cuore Immacolato di Maria. Con un gesto insolito, annunciò il proprio pellegrinaggio al santuario nel cinquantesimo anniversario della prima apparizione. Il 13 maggio 1967 pregò nel Santuario insieme a Suor Lúcia.

### Papa Giovanni Paolo II

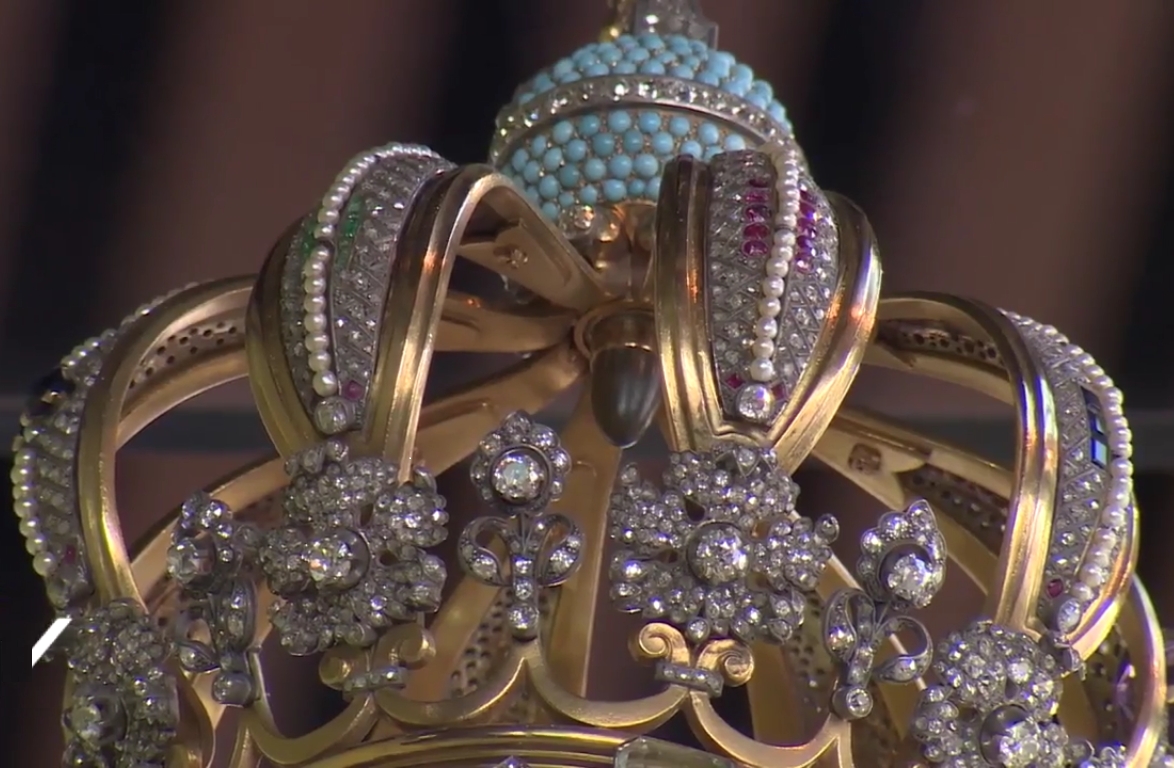
Uno dei proiettili che colpirono papa Giovanni Paolo II nell'attentato del 1981 fu successivamente incastonato nella corona della statua di Nostra Signora di Fatima. Inoltre, uno dei suoi rosari personali fu donato al santuario portoghese.

Papa Giovanni Paolo II il 25 marzo 1984 consacrò “il mondo” in una cerimonia pubblica a San Pietro, a Roma; la consacrazione ebbe la forma di una "consacrazione mondiale" effettuata in unione con i vescovi cattolici di tutto il mondo. Il cardinale Tarcisio Bertone ribadì più volte alla stampa che le rivelazioni di Fatima erano finite.
Inoltre, il Papa attribuì alla Madonna di Fatima il merito di avergli salvato la vita in seguito all'attentato del 13 maggio 1981, festa di Nostra Signora di Fatima. Il 12 maggio 1982 espresse la propria gratitudine alla Vergine Maria per avergli salvato la vita. Il giorno successivo rinnovò la consacrazione di Pio XII al Cuore Immacolato della Vergine.
Nel 1984 Giovanni Paolo II offrì alla statua di Fatima uno dei proiettili che lo colpirono durante l'attentato in Piazza San Pietro, proiettile che è stato incastonato nella corona dell'immagine.

### Papa Benedetto XVI
Il 12 e 13 maggio 2010 papa Benedetto XVI visitò il Santuario di Nostra Signora di Fátima, affermando con forza la sua accettazione dell'origine soprannaturale delle apparizioni. Il primo giorno fece tappa nella Cappella delle Apparizioni per pregare; donò una Rosa d'oro alla Madonna di Fátima "come pegno di gratitudine del Papa per le meraviglie che l'Onnipotente ha operato attraverso di te nei cuori di tanti pellegrini in questa tua casa materna". Il Papa ricordò anche la “mano invisibile” che salvò Giovanni Paolo II. In una preghiera alla Beata Vergine Maria disse che "è una profonda consolazione sapere che sei coronato non solo con l'argento e l'oro delle nostre gioie e delle nostre speranze, ma anche con la "pallottola" delle nostre ansie e sofferenze."
Il secondo giorno Papa Benedetto si rivolse a più di 500.000 pellegrini; si riferì alla profezia di Fatima sul trionfo del Cuore Immacolato di Maria e la collegò alla "gloria finale della Santissima Trinità".

### Papa Francesco
Durante l’“operazione militare speciale” russa del 2022 in Ucraina, le sanzioni contro la Russia e i timori di una guerra nucleare, i vescovi cattolici ucraini di rito latino chiesero a Papa Francesco di “… compiere pubblicamente l’atto di consacrazione dell'Ucraina e della Russia al Sacro Cuore Immacolato di Maria, come era stato domandato dalla Beata Vergine a Fatima. La Madre di Dio, Regina della Pace, accolga la nostra preghiera: Regina pacis, ora pro nobis!"
Papa Francesco consacrò la Russia e l'Ucraina al Cuore Immacolato di Maria il 25 marzo 2022 nella Basilica di San Pietro a Roma, affermando: "Madre di Dio e madre nostra, al tuo Cuore Immacolato affidiamo e consacriamo solennemente noi stessi, la Chiesa e l'intera umanità, in particolare la Russia e l'Ucraina". Una cerimonia di consacrazione è avvenuta anche a Fatima, in Portogallo, da parte dell'elemosiniere papale, il cardinale Konrad Krajewski.
Il Papa aveva annunciato l'evento via Twitter il 15 marzo 2022. Non è noto se la consacrazione abbia coinvolto tutti i vescovi del mondo nello stesso giorno ovvero se abbia soddisfatto le specifiche richieste della Vergine.

## Filmografia

### Cinema
- Il segreto di Fatima, regia di Rafael Gil (1951)
- Nostra Signora di Fatima, regia di John Brahm (1952)
- Fatima, regia di Marco Pontecorvo (2020)

### Televisione
- Fatima, regia di Fabrizio Costa - film TV (1997)